# کنارکوه
کنارکوه، روستایی است از توابع بخش مرکزی شهرستان دیلم استان بوشهر ایران.

## جمعیت
این روستا در دهستان حومه دیلم قرار دارد و بر اساس سرشماری سال ۱۳۸۵ جمعیت آن ۳۲۷نفر (۶۹خانوار) می‌باشد.